# Мусульманські обряди
Мусульманські обряди — комплекс колективних чи індивідуальних дій, що становлять основу мусульманського культу

Обов’язковими для всіх мусульман є припис щодо п’ятикратної щоденної молитви (салят), дотримання посту (саум), паломництво до Мекки (хадж), роздача милостині (закят). Широко поширений обряд обрізання (хітан). У деяких народних формах релігії практикується пошанування святих місць.
Здебільшого релігійне забарвлення носять обряди пов’язані з народженням дитини, віковими ініціаціями, весіллям, похоронами. З певними обрядами пов’язані мусульманські свята — Ід аль-адха (Курбан-Байрам), Ід аль-Фітр, Ашура, Мавлід, Лейлят аль-Кадр, Мірадж. Зазвичай обряди супроводжуються читанням відповідних сур з Корану, деякі обряди та молитви — строго визначеними позами та рухами тіла; у низці випадків перед здійсненням певного обряду потрібно зробити омовіння (гусл, вуду)